# رذیلت‌های اخلاقی
رذیلت اخلاقی که از آن با عبارات متفاوتی همچون فعل غیر اخلاقی (در مقابل فعل اخلاقی) و ضد ارزش اخلاقی (در مقابل ارزش اخلاقی) یاد می‌شود، واژه‌ایست که در فرهنگ دین در برابر فضیلت اخلاقی به کار می‌رود و از آن در مکاتب مختلف اخلاقی تعاریف متعدد و متفاوتی صورت گرفته‌است.
یکی از مسائل مهم در علم اخلاق، چگونگی تمییز رذائل اخلاقی از فضائل و به تعبیر دیگر ملاک و معیار بازشناسی فعل اخلاقی است. پاسخ‌های گوناگون و گاه متضادی به این پرسش داده شده که ناهمگونی در برخی پاسخ‌ها به اختلاف در مبانی معرفت‌شناسی و جهان بینی بازگشت می‌کند. مکاتب مختلف به فراخور مبانی فکری خویش هر یک معیار خاصی را در این زمینه ارائه داده و جدول مشخصی را برای رذائل اخلاقی ترسیم نموده‌اند.